# کانی ماسی
کانی ماسی (به عربی: كاني ماسي) یک منطقهٔ مسکونی در عراق است که در Barwari واقع شده‌است.